# Episodi di Tiger Mask W
Questa è la lista degli episodi di Tiger Mask W, serie televisiva anime prodotta dalla Toei Animation e sequel ufficiale della serie animata L'Uomo Tigre. I 38 episodi sono stati trasmessi sulla TV Asahi dal 1º ottobre 2016, 47º anniversario della prima del prequel, al 1º luglio 2017, ogni domenica mattina alle 02:45, ovvero alle ore 46:45 (JST) del sabato secondo la giornata televisiva giapponese.

## Elenco degli episodi
| Nº | Titolo italiano Giapponese 「Kanji」 - Rōmaji | In onda          | In onda |
| Nº | Titolo italiano Giapponese 「Kanji」 - Rōmaji | Giapponese       |         |
| 1  | Le due tigri 「二頭の虎」 - Ni-tō no Tora | 1º ottobre 2016  |         |
| 1  | Circa quarant'anni dopo la fuga di Naoto Date, Daisuke Fujii combatte contro il crudele Yellow Devil, un wrestler mascherato che porta lo stesso ring name di Kentaro Takaoka quando praticava anche lui il puroresu, inoltre quest'ultimo assiste al match. Yellow Devil si porta in vantaggio su Daisuke ferendolo con il Devil Tornado, e nonostante l'avversario abbia perso continua a infierire su di lui con il Devil Crush. Il figlio di Daisuke, Takuma Fujii, e il suo amico Naoto Azuma, provano a difenderlo ma Yellow Devil attacca anche loro, inoltre sfregia il volto di Takuma. I due ragazzi giurano vendetta contro Yellow Devil. Tre anni dopo, Daisuke è costretto a vivere su una sedia a rotelle sotto le cure dell'infermiera Ruriko Yamashina, mentre Kentaro, che adesso gestisce un'officina dopo aver abbandonato il puroresu alla fine del secolo, ora allena Naoto. Takuma si allena tra le alpi dove si eregge l'enorme statua della tigre alata con la coda di serpente, il simbolo di Tana delle Tigri. Dato che Takuma è lo studente che si è diplomato col massimo del punteggio indosserà una maschera da tigre che gli viene donata da Miss X e combatterà come wrestler col ring name di Tiger the Dark, lui e gli altri wrestler che si sono diplomati a Tana delle Tigri dovranno andare in Giappone e sfidare i wrestler della federazione di puroresu, la New Japan Pro-Wrestling. Viene data la notizia che i pro-wrestler della federazione di wrestling GWM (Global Wrestling Monopoly) affronteranno la New Japan Pro-Wrestling al Wrestle Max, Kentaro spiega a Naoto e alla nipote Haruna Takaoka che probabilmente la GWM è segretamente gestita dalla nuova amministrazione di Tana delle Tigri. I wrestler della GWM, tra cui Takuma, vengono accompagnati da Henry Odin, un wrestler nordamericano che faceva da secondo a Yellow Devil nel match contro Daisuke, suo figlio gli chiede qualche informazione sul misterioso wrestler ma Odin non sembra volerne parlare. Tiger the Dark sconfigge facilmente il suo avversario nel suo esordio al Wrestle Max, che si tiene nell'arena di Yokosuka. Poi è il turno di Odin che deve affrontare Kaioh Mikasa, ma su richiesta di Kentaro lui si ritira e cede il posto a Naoto che sale sul ring con una maschera da tigre, con il ring name Tiger Mask. Quest'ultimo affronta Odin riuscendo a sopraffarlo facilmente, poi gli chiede dove si trova Yellow Devil, ma lui afferma di non saperlo, quindi Tiger Mask lo mette al tappeto con un calcio, per poi lasciare il ring perdendo per abbandono anche se ha dato prova di essere indiscutibilmente il migliore, mentre Daisuke ha guardato il match in TV con grande soddisfazione. |                  |         |
| 2  | Tigre e Lion 「虎とライオン」 - Tora to Raion | 8 ottobre 2016   |         |
| 2  | Ormai tutti non fanno altro che parlare di Tiger Mask, e questo preoccupa Miss X, la quale rivela a Takuma che in passato c'è stato un altro wrestler con quel ring name che distrusse Tana delle Tigri. Odin viene punito per la vergognosa figura che ha fatto nel match contro Tiger Mask e viene portato contro la sua volontà nel quartier generale, mentre la GWM decide di far venire in Giappone un wrestler che dovrà sfidare Tiger Mask, Black Python, originario del Regno Unito e campione di catch wrestling. Kentaro spiega a Naoto che probabilmente Tana delle Tigri ha scelto Black Python come simbolismo perché già in passato c'è stato un altro wrestler assassino dell'organizzazione criminale con quel ring name che sfidò Naoto Date. Miss X e Black Python sfidano Tiger Mask in una conferenza stampa a un altro Wrestle Max, alla quale si presenta Haruna come manager di Tiger Mask. Yūji Nagata propone un match tra Black Python e Tiger Mask al Ryōgoku Kokugikan, il wrestler della GWM accetta, però poi Nagata fa un cambio di programma proponendo un tag match preliminare a Kōbe, dove Black Python verrà affiancato da Tiger the Dark, mentre Tiger Mask combatterà insieme a un giovane wrestler della New Japan Pro-Wrestling: Ryu Wakamatsu. Tiger Mask si vede costretto ad accettare, tra l'altro per Nagata questo è solo un modo per fare più soldi con la vendita dei biglietti. Il tag match ha inizio, Takuma non ha idea che Tiger Mask in realtà è Naoto, dal canto suo anche quest'ultimo ignora che Tiger the Dark in realtà è Takuma. Black Python usa su Ryu delle mosse violente come il backbreaker e la bow and arrow, inoltre lo affronta violando le regole con l'aiuto di Tiger the Dark. Ryu dà il cambio a Tiger Mask che affronta Black Python, quest'ultimo usa su di lui la double arm suplex ma Tiger Mask riesce a neutralizzarla facilmente, poi usa sull'avversario una serie di german suplex indebolendolo, Tiger the Dark cerca di fermarlo ma poi Ryu chiude il match, quindi lui e Tiger Mask si aggiudicano la vittoria. Miss X informa Tiger Mask che un altro wrestler della GWM molto più forte di Black Python verrà a sfidarlo: si tratta di Red Death Mask. |                  |         |
| 3  | L'eredità della Tigre 「虎の遺産」 - Tora no isan | 15 ottobre 2016  |         |
| 3  | Kentaro spiega a Naoto che, proprio come nel caso di Black Python, vogliono farlo combattere contro Red Death Mask un altro wrestler omonimo a quelli degli ex sicari di Tana delle Tigri che a suo tempo affrontò Naoto Date, rivelandogli che esisteva già un altro wrestler con lo stesso ring name, il precedente Red Death Mask era considerato uno dei combattenti più forti della precedente amministrazione di Tana delle Tigri. Takuma porta il suo amico e collega della GWM, Kevin Anderson, un giovane wrestler della Germania, a fare un giro di Tokyo, inoltre va a trovare suo padre al centro di cura ma non ha il coraggio di parlargli, comunque ha modo di conoscere Ruriko. Kentaro porta Naoto in un centro di allenamento segreto che si trova alle pendici del Fuji, per prepararlo all'imminente match contro Red Death Mask con un estenuante allenamento. Naoto e Takuma ripensano al loro passato, tre anni prima, entrambi erano allievi della palestra del padre di Takuma, la Zipangu Pro-Wrestling, che venne sfidata dalla GWM, per Naoto e Takuma quello rappresentava un esordio nel mondo del wrestling infatti si affrontarono in un match preliminare dove Takuma sconfisse Naoto con una boston crab. Purtroppo tutti i wrestler della Zipangu Pro-Wrestling vennero battuti dai campioni della GWM, infatti il tag team giapponese formato da Mikasa e Tsuyoshi Nishida venne sconfitto da Billy the Kidman e Keiji Tanaka, mentre Sho Daimaru venne battuto da Odin. Infine dopo che Daisuke venne sconfitto da Yellow Devil, venne ricoverato in ospedale, dove Mister X e Yellow Devil offrirono a Takuma il loro aiuto pagando le cure mediche a suo padre, invitando Takuma a entrare a far parte di Tana delle Tigri, infatti Yellow Devil pur avendo capito che Takuma lo odiava gli offrì la possibilità di diventare uno di loro con un addestramento che gli avrebbe permesso di superarlo e sconfiggerlo. La Zipangu Pro-Wrestling andò verso il fallimento dato che tutti si erano ritirati, mentre Kentaro offrì a Naoto la possibilità di diventare un suo discepolo confessandogli che la GWM è segretamente gestita dalla rinata Tana delle Tigri, che venne in precedenza distrutta da un loro wrestler che li tradì, Tiger Mask, che sconfisse tutti i loro sicari, rivelando a Naoto che lui era uno di quei sicari, e si faceva chiamare Yellow Devil, proprio come il wrestler della GWM che aveva sconfitto Daisuke. Quando Tiger Mask venne smascherato dal boss di Tana delle Tigri, Tiger the Great, rivelando a tutti di essere Naoto Date, lo uccise e, sentendo di aver deluso le persone che amava, sparì dalla circolazione senza mai più tornare. Kentaro propose a Naoto, omonimo di Tiger Mask, di prendere il suo posto facendogli vedere la maschera da tigre portandolo nel centro di allenamento segreto che venne costruito da Naoto Date, che Kentaro ristrutturò con attrezzature moderne, infatti aveva messo in preventivo che un giorno Tana delle Tigri sarebbe tornata e voleva che Naoto diventasse il nuovo Tiger Mask sottoponendolo ad allenamenti più duri di quelli di Tana delle Tigri, affidandogli il compito di sconfiggere la GWM e Yellow Devil. Red Death Mask arriva in Giappone venendo accolto all'aeroporto da Miss X e dai giornalisti, comunque la New Japan Pro-Wrestling gli propone, prima di affrontare Tiger Mask, un match preliminare. |                  |         |
| 4  | La maschera della Morte Rossa 「赤き死の仮面」 - Akaki Shi no kamen | 22 ottobre 2016  |         |
| 4  | Ha inizio il match preliminare tra Red Death Mask e il wrestler della New Japan Pro-Wrestling, Ryu Wakamatsu, quest'ultimo lo colpisce ripetutamente ma il suo avversario incassa gli attacchi di Ryu come se niente fosse, poi lo stritola al volto con la mano destra facendolo sanguinare, si tratta della sua mossa, la Red Death Claw, alla fine Ryu perde i sensi a causa del dolore e perde il match, ma nonostante Red Death Mask abbia vinto infierisce ulteriormente su di lui. Haruna prova inutilmente a convincere Naoto a non combattere contro un wrestler così spietato, ma Naoto è deciso a combattere per sconfiggere Yellow Devil, infatti dopo che quest'ultimo sconfisse Daisuke sparì dalla circolazione, ma è convinto che se sconfiggerà i wrestler più forti della GWM alla fine Yellow Devil uscirà allo scoperto. Il giorno del match è arrivato, Tiger the Dark sconfigge Kevin in un match preliminare, poi arriva il momento del match tra Tiger Mask e Red Death Mask, le luci si spengono e ancora prima dell'inizio del match Red Death Mask avvolge Tiger Mask con il suo mantello picchiandolo brutalmente, poi usa su di lui la Red Death Claw con la mano destra, ma Tiger Mask gli spezza il braccio, ma Red Death Mask si rivela capace di usare la Red Death Claw anche con la mano sinistra, infine usa la sua presa migliore, la Red Death Drop. Tiger Mask non si arrende e proprio quando il suo avversario stava per batterlo con un'altra Red Death Drop, lui ribalta la situazione neutralizzando la mossa dell'avversario, poi gli assesta dei tremendi calci, infine sconfigge Red Death Mask con una presa vincente, aggiudicandosi il match. Tiger Mask sfida la GWM a far scendere in campo altri wrestler sicuro di poterli battere tutti. |                  |         |
| 5  | Il mistero di Fukuwara Mask 「ふくわらマスクの謎」 - Fukuwara Masuku no nazo | 29 ottobre 2016  |         |
| 5  | Naoto accetta l'invito della New Japan Pro-Wrestling diventando un wrestler della loro lega, inoltre va nella regione di Tōhoku per prendere parte a dei match. Tiger Mask ha modo di conoscere il bizzarro wrestler Fukuwara Mask, il quale indossa una maschera e un costume ridicoli, inoltre non sembra prendere sul serio i match comportandosi sul ring come un buffone. Affronta Ryu e con l'inganno lo porta fuori dal ring sconfiggendolo con una sola presa. Tiger the Dark continua a vincere un match dopo l'altro ma sta iniziando ad attirare verso sé le antipatie dei suoi colleghi della GWM, come Bosman, il numero uno nel ranking ufficiale della GWM, il quale non sopportando la sua spavalderia decide di dargli una lezione. Tiger Mask con una german suplex vince il suo match contro Tomoaki Honma. Sia la GWM che la New Japan Pro-Wrestling hanno in programma delle battle royal, quella della GWM sarà combattuta tra venti wrestler tra cui Tiger the Dark e Bosman, dove i wrestler si presenteranno sul ring uno alla volta, mentre la battle royal della New Japan Pro-Wresling sarà combattuta tra nove wrestler: Tiger Mask, Fukuwara Mask, Ryu, Nagata, Honma, Kazuchika Okada, Hiroshi Tanahashi, Togi Makabe e Tomohiro Ishii. Nella battle royal della GWM è Tiger the Dark il primo a scendere in campo, e batte tutti i wrestler fino a combattere contro l'ultimo a salire sul ring, Bosman, è stato quest'ultimo a manomettere la lista dell'ordine d'ingresso per far sì che Tiger the Dark, essendo il primo a salire sul ring, si stancasse mentre Bosman entrando per ultimo può affrontarlo al meglio delle sue forze, ma il wrestler mascherato non accusa stanchezza, nemmeno la presa vincente di Bosman, la Bear Catch, ha effetto su Tiger the Dark che vince la battle royal sconfiggendo Bosman con la sua presa vincente, la Darkness Driver. Intanto nella battle royal della New Japan Pro-Wrestling gli ultimi wrestler rimasti sul ring sono Tiger Mask e Fukuwara Mask, quest'ultimo inizia a fare sul serio dimostrando un'eccezionale forza, ma Tiger Mask lo sconfigge con una german suplex vincendo la battle royal. Fukuwara Mask va a farsi la doccia, si scopre così che lui in realtà è Keiji Tanaka, l'ex wrestler della GWM. |                  |         |
| 6  | Idol × Heel 「アイドル×ヒール」 - Aidoru × hīru | 5 novembre 2016  |         |
| 6  | Tiger Mask va a Naha con i suoi colleghi della New Japan Pro-Wrestling dove Ryu perde il suo match non avendo usato bene la sua presa, mentre il match di Tiger Mask viene preceduto dall'arrivo delle due idol Nama Ham e Yaki Udon le quali salgono sul ring, venendo poi raggiunte dallo sfidante di Tiger Mask, Gorilla Jeet Singh, conosciuto anche come il "Fantasma di Dubai", il quale brandendo una scimitarra, tenta di aggredire le due ragazze ma interviene Tiger Mask in loro aiuto. Il match ha inizio, l'arbitro cerca di convincere Gorilla Jeet Singh a deporre la scimitarra ma lui lo aggredisce, fortunatamente Tiger Mask lo disarma, e nonostante le mosse fallose di Gorilla Jeet Singh lo sconfigge. Nama e Yaki, entusiaste per la prestazione di Tiger Mask, salgono sul ring e cantano tra gli applausi del pubblico, poi vanno del camerino di Tiger Mask e lo ringraziano. |                  |         |
| 7  | Naoto e Naoto 「直人とナオト」 - Naoto to Naoto | 12 novembre 2016 |         |
| 7  | Hikari Kuruma, giornalista del Monthly Pro-Wrestling World, arriva all'aeroporto di Naha raggiungendo Okinawa con l'intento di intervistare Tiger Mask, mentre Tiger the Dark sconfigge Bosman un'altra volta oscurandolo, ormai è Takuma il nuovo grande campione dell GWM guadagnandosi il rispetto di tutti i suoi colleghi. Miss X va alla sede di Tana delle Tigri, convocata dall'attuale Mister X, che somiglia molto al suo predecessore il nemico giurato di Naoto Date, che non è affatto soddisfatto della situazione, perché benché la GWM ormai si sta guadagnando il monopolio del wrestling americano, la situazione in Giappone non è delle migliori visto che Tiger Mask sta battendo i campioni della GWM. Per Mister X è intollerabile che un wrestler che porta lo stesso ring name di colui che tanti anni fa causò la disfatta di Tana delle Tigri metta i bastoni tra le ruote alla GWM, ricordando il suo predecessore, il precedente Mister X e il boss della vecchia amministrazione di Tana delle Tigri, Tiger the Great, infatti quando morirono a causa di Naoto Date, Tana delle Tigri cessò di esistere, ma ora che la stanno per ricostruire non possono permettere a un altro Tiger Mask di rovinare i loro piani. Con un vecchio articolo del Kita-Kantō Shinbun conservato in archivio, Hikari intervista Tiger Mask rievocando il ricordo del suo predecessore del periodo Shōwa, Naoto Date, che tradì Tana delle Tigri dopo essersi addestrato lì rifiutandosi di versare loro parte dei suoi proventi per darli agli orfanotrofi, riuscendo a battere i sicari di Tana delle Tigri - The Lion Man, The Egypt Mummy, The Golden Mask, The Dracula e Mister No - alla lega dei wrestler mascherati, ma tra i suoi successi Hikari ricorda anche le sue vittorie contro i grandi campioni di wrestling dell'epoca come Star Apollon, Great Zuma e Mister Kamikaze, infine combatté contro Tiger the Great, il boss di Tana delle Tigri, uccidendolo dopo che lo aveva smascherato davanti a tutti, da allora Naoto Date fece perdere le sue tracce e ancora oggi non si sa più nulla di lui. Tiger Mask si limita a dire alla giornalista che diversamente da Naoto Date lui non è stato un allievo di Tana delle Tigri e che non ci sono legami di parentela con lui. Tiger Mask e Nagata affrontano in un tag match Okada e Yoshi-Hashi, quest'ultimo mette in difficoltà i suoi avversari con alcune scorrettezze, ma Tiger Mask prima usa su di lui una DDT e poi lo sconfigge con la presa vincente che gli permette di eguagliare la prestazione di Naoto Date, riuscendo ad aggiudicarsi la vittoria del tag match. |                  |         |
| 8  | Tana delle Tigri sfodera gli artigli 「牙を剥く虎の穴」 - Kiba o muku doranoana | 26 novembre 2016 |         |
| 8  | Naoto va a trovare Daisuke, quest'ultimo è a conoscenza del fatto che il suo ex allievo e Tiger Mask sono la stessa persona, consigliandogli di ambire all'IWGP Heavyweight Championship. Naoto racconta ad Haruna del suo passato, lui perse la sua casa e la famiglia a causa del terremoto del Tōhoku e con essa le speranze per un futuro migliore, finché un giorno non assistì a un match di Daisuke rimanendo affascinato dal wrestling, chiedendo a Daisuke di prenderlo come allievo alla Zipangu Pro-Wrestling; i primi giorni furono difficili ma riuscì a farcela grazie all'amicizia di Takuma, che ormai non rivede più da tanto. La GWM ospiterà un torneo in Giappone per i wrestler mascherati di tutto il mondo, in un Wretsle Max che si terrà nella nuova arena che la GWM ha appena costruito nel Sendagaya: il Max Dome. Mentre Haruna si occupa come sempre del merchandising di Tiger Mask vendendo agli stand i gadget, Tiger Mask vince insieme a Tanahishi il tag match battendo facilmente Bad Luck Fale e Tama Tonga. Intanto Odin per la sua vergognosa figura durante il match contro Tiger Mask viene punito con l'Esecuzione della Tigre, in pratica deve rimanere immobile e permettere ai wrestler della GWM di sperimentare le loro mosse più pericolose su di lui, come se fosse una cavia. Poi arriva Miss X insieme alla sua assistente Lady; Odin la supplica di dargli un'altra possibilità, ma lei gli spiega che dopo il suo fallimento non è più un wrestler della GWM e che si riguadagnerà quella posizione solo se supererà la prova chiamata "La Fossa" (Hell in the Hole). Miss X ha scelto i wrestler della GWM che parteciperanno al torneo dei wrestler mascherati in Giappone, tra cui Takuma, informandolo che anche Yellow Devil vi parteciperà. La GWM per fare concorrenza alla New Japan Pro-Wrestling organizzerà i match nella stessa data del loro torneo per l'IWGP Heavyweight Championship, e quando Naoto viene a sapere guardando la televisione che Yellow Devil parteciperà al torneo dei wrestler mascherati che metterà in palio per il vincitore centomila dollari decide di parteciparvi rinunciando all'IWGP Heavyweight Championship, dato che finalmente avrà la possibilità di battere Yellow Devil vendicando Daisuke. |                  |         |
| 9  | Un'intensa gara di apertura 「波乱の開幕戦」 - Haran no kaimaku-sen | 3 dicembre 2016  |         |
| 9  | Il torneo dei wrestler mascherati al Max Dome ha finalmente inizio, dove i partecipanti saranno otto: Tiger Mask, Tiger the Dark, Fukuwara Mask, Dragon Young, Poseidon, It's-the-Ace, Wagner/Kevin e per ultimo l'ospite d'onore del torneo, Yellow Devil. In Takuma arde il desiderio di sconfiggere Yellow Devil e vendicare così suo padre. Gli otto pretendenti salgono sul ring mentre vengono abbinati i match, nel primo Tiger the Dark dovrà vedersela con Fukuwara Mask, il secondo match vedrà come avversari Tiger Mask e Wagner, invece l'avversario di Poseidon sarà It's-the-Ace e infine Yellow Devil affronterà Dragon Young. Però Tiger Mask cerca la lite con Yellow Devil, il suo unico vero obbiettivo, e questo lo porta a scontrarsi con Tiger the Dark che come lui ha lo stesso obbiettivo di battere Yellow Devil; i due si affrontano venendo poi fermati dagli altri partecipanti. Il primo match ha inizio e Tiger the Dark da subito viene messo in difficoltà da Fukuwara Mask e dal suo stile di combattimento burlesco, poi Fukuwara Mask si porta in vantaggio usando sull'avversario una back drop, però Fukuwara Mask sembra sbagliare la sua ultima mossa e questo permette a Tiger the Dark di batterlo con la Darkness Driver vincendo il match anche se Fukuwara Mask non ha dato l'impressione di essersi impegnato al massimo durante lo scontro. Nel secondo match Tiger Mask deve affrontare Wagner, ma un misterioso wrestler mascherato venuto dall'India si presenta sul ring sfidando Tiger Mask, il suo nome è Mister Question, il quale non è iscritto al torneo. Kentaro rammenta che tanti anni fa Great Zuma affrontò Naoto Date proprio con il ring name di Mister Question al torneo continentale asiatico. Wagner non tollerando che Mister Question voglia battersi al suo posto contro Tiger Mask lo aggredisce ma il misterioso wrestler è del tutto insensibile ai suoi attacchi e con una serie di terribili colpi mette al tappeto Wagner. Tiger the Dark non accettando che il suo amico Kevin venga umiliato così interviene, ma Miss X e Tiger Mask convengono che la cosa giusta da fare sia accettare l'iscrizione di Mister Question al torneo, dunque Wagner viene eliminato e Mister Question può ufficialmente affrontare Tiger Mask nel secondo match. Quest'ultimo chiede a Mister Question per quale motivo vuole affrontarlo, e lui risponde semplicemente che vuole constatare se Tiger Mask è all'altezza del suo predecessore: Naoto Date. |                  |         |
| 10 | Il mistero di Mister ? 「謎のミスター？」 - Nazo no Misutā Kuesuchon | 10 dicembre 2016 |         |
| 10 | Tiger Mask affronta Mister Question il quale si dimostra più veloce di lui, tra l'altro le tecniche di sottomissione di Tiger Mask contro di lui, come il cobra twist e la camel clutch, non hanno effetto su di lui, inoltre è capace di roteare di 180° la parte superiore del suo corpo; ciò è dovuto alla pratica yoga che gli permette di avere un corpo flessibile. Tiger Mask allora prova con una figure-four leglock ma Mister Question annulla la mossa con un rope break afferrando la corda del ring allungando il braccio slogando le articolazioni. Mister Question si porta in vantaggio sull'avversario e Miss X gli propone una ricompensa se riuscirà a battere Tiger Mask, ma lui rifiuta la loro offerta insultando la GWM davanti a tutti. Ormai Mister Question ha la vittoria in pugno indebolendo Tiger Mask con una powerbomb, ma stranamente lo incoraggia a tirare fuori la grinta. Tiger Mask ripensa a Yellow Devil e al suo desiderio di batterlo, ora ad animarlo c'è una nuova forza, Mister Question curiosamente si sta stancando e Tiger Mask prima lo colpisce con un dropkick infine lo sconfigge con la sua german suplex vincendo il match. In realtà Dragon Young e It's-the-Ace sono rispettivamente Ryu e Tanahashi, quest'ultimo riesce a battere Poseidon, che in realtà era Mikasa. Ryu combatte contro Yellow Devil ma con i suoi attacchi non riesce a smuoverlo minimamente, infine Yellow Devil sconfigge l'avversario in breve tempo con poche mosse. Mister Question e Tiger Mask fanno una conversazione a porte chiuse, dove Mister Question si toglie la maschera dimostrando di essere un uomo di veneranda età, e questo spiega il motivo per cui si era stancato così velocemente durante il loro match. Lui desiderava mettere alla prova Tiger Mask per vedere se aveva le carte in regola per sconfiggere la GWM, la quale ha quasi sottomesso e portato alla rovina il wrestling indiano, è stato un allievo di Great Zuma, il suo predecessore che portava anche lui il ring name di Mister Question, inoltre aveva assistito tanti anni prima, quando aveva dieci anni, al match tra il suo maestro e Naoto Date. L'anziano uomo fa capire a Tiger Mask che al suo livello attuale, pur avendo dimostrato molta forza, non sconfiggerà i wrestler migliori della GWM, perché gli manca una cosa: una sua mossa vincente creata da lui personalmente, anche Naoto Date adoperò delle mosse speciali di sua creazione e il suo maestro riuscì a neutralizzare la prima, che Naoto aveva testato su Ursus Apollon. I match per le semifinali del torneo dei wrestler mascherati sono stati abbinati, It's-the-Ace dovrà vedersela contro Yellow Devil mentre l'avversario di Tiger Mask sarà Tiger the Dark. |                  |         |
| 11 | Il colpo mortale della tigre 「虎の必殺技」 - Tora no hissawwaza | 17 dicembre 2016 |         |
| 11 | Fukuwara Mask mette in guardia Tiger Mask facendogli capire che Tiger the Dark è un avversario formidabile, poi Dragon Young e It's-the-Ace rivelano a Tiger Mask e Haruna le loro identità, tra l'altro si offrono di aiutare Tiger Mask ad elaborare una sua mossa speciale, quindi in palestra Tanahashi e Okada usano su di lui, su richiesta di Tiger Mask, le loro mosse migliori almeno per fare un po' di esperienza pratica, ma serve a ben poco, poi arriva Tetsuya Naito che fa capire a Tiger Mask che non riuscirà a ideare una sua mossa speciale continuando a pensarci troppo. Hikari va alla GWM per un'intervista dove può ammirare le loro attrezzature di allenamento, costruite con la tecnologia della NASA, e c'è anche una camera di decompressione per l'allenamento ad alta quota. Hikari intervista Tiger the Dark ma si limita solo alle informazioni ufficiali, affermando comunque che non ha nessun dubbio sul fatto che Yellow Devil sarà uno dei due finalisti. Tanahashi e Ryu portano Tiger Mask sotto a una cascata per meditare, prendendo ispirazione da Hirooki Goto, mentre Takuma va a trovare suo padre ma ancora una volta non trova il coraggio di incontrarlo chiedendo a Ruriko di dargli del budino da parte sua; quando Ruriko dà il budino a Daisuke lui dalla descrizione che l'infermiera gli ha dato capisce che Takuma è tornato. Ryu e Tanahashi provano a colpire Tiger Mask con dei lunghi bastoni fiammeggianti e lui per una reazione istintiva fa una giravolta a mezz'aria trovando l'ispirazione che cercava per la sua mossa speciale. |                  |         |
| 12 | Tiger × Tiger 「タイガー×タイガー」 - Taigā × Taigā | 24 dicembre 2016 |         |
| 12 | Tiger Mask non ha ancora perfezionato la sua mossa speciale e il giorno dei match di semifinale del torneo dei wrestler mascherati è giunto. Tanahashi nell'aiutarlo con gli allenamenti finisce con l'infortunarsi, poi vestendo i panni di It's-the-Ace affronta Yellow Devil ma a causa del suo infortunio appare già debole quando Yellow Devil usa su di lui la sleeper hold, però reagisce e lo mette in difficoltà ma per colpa dell'infortunio il suo ultimo attacco indebolisce anche lui che diventa un bersaglio facile per Yellow Devil che riesce a sottometterlo con un'argentine backbreaker rack tanto che Ryu gettà l'asciugamano in segno di resa da parte di It's-the-Ace, quindi Yellow Devil vince la semifinale. Tiger Mask a Tiger the Dark si affrontano in un match molto combattuto a parità di livello, Tiger Mask prova a usare su di lui la sua mossa speciale ma non avendola ancora prefezionata non funziona, poi Tiger the Dark si porta in vantaggio con la sua nuova mossa di sottomissione, la Darkness Hold. Ormai Tiger Mask è sul punto di cedere ma poi arriva Daisuke accompagnato da Ruriko che incorggia Tiger Mask a sconfiggere l'avversario. Takuma è turbato nel vedere suo padre che tifa per l'avversario, poi cerca di chiudere il match con la Darkness Driver ma Tiger Mask ribalta la situazione indebolendo Tiger the Dark con una piledriver, per poi metterlo all'angolo del ring colpendolo con una ginocchiata in pieno volto dopo aver fatto una giravolta a mezz'aria, finalmente ha perfezionato la sua mossa vincente, la Tiger Diver. Il colpo riapre la vecchia ferita al volto che Yellow Devil aveva inflitto a Takuma tre anni prima, poi perde quando Tiger Mask usa su di lui un'ultima presa vincente, dunque la finale del torneo dei wrestler mascherati sarà combattuta da Tiger Mask e Yellow Devil. |                  |         |
| 13 | Vittoria fittizia 「虚構の勝利」 - Kyokō no shōri | 7 gennaio 2017   |         |
| 13 | È arrivato il momento della finale tra Yellow Devil e Tiger Mask per la vittoria del torneo dei wrestler mascherati, anche se Tiger Mask non sembra soddisfatto della vittoria contro Tiger the Dark, infatti confessa ai suoi amici che era riuscito a colpire l'avversario al volto con quella ginocchiata solo per caso, la sua mossa speciale deve ancora essere migliorata. Miss X mette in guardia Yellow Devil dalla forza di Tiger Mask, ma lui afferma che dal match contro Takuma ha potuto vedere la mossa speciale del nemico quindi la sua tecnica non ha più segreti per lui, mentre Tiger Mask al contrario non conosce il suo segreto, infatti Yellow Devil dà sfoggio della sua forza distruggendo un muro con una testata, anche se è strano dato che Yellow Devil fino ad ora non aveva mai mostrato questo colpo di testa. Queen Elizabeth e Payne Fox fanno un diva match preliminare prima dell'inizio della finale dove Queen batte l'avversaria. Ha finalmente inizio la finale dove Tiger Mask viene subito messo alle strette infatti le sue prese come german suplex e la piledriver non hanno nessun effetto sul nemico che lo costringe a scendere dal ring. Kentaro e Daisuke lo spronano a reagire, quindi Tiger Mask, che all'inizio non era concentrato a causa della rabbia che nutre per Yellow Devil, ritrova la sua serenità d'animo e risale sul ring mettendo in difficoltà Yellow Devil sferrando i suoi micidiali calci, anche se poi Yellow Devil con grande sorpresa di tutti usa su Tiger Mask i suoi terribili colpi di testa riuscendo a sopraffarlo. Daisuke è ben consapevole che Yellow Devil non sa usare quei colpi di testa e capisce dunque che l'avversario di Tiger Mask non è il vero Yellow Devil, il quale sta per dare al suo rivale il colpo di grazia, ma alla fine Tiger Mask riesce a perfezionare la sua Tiger Driver con una doppia ginocchiata sconfiggendo il suo avversario, vincendo il torneo dei wrestler mascherati. Tiger Mask gli toglie la maschera e infatti il presunto Yellow Devil si rivela essere Billy the Kidman, uno dei wrestler della GWM che tre anni prima fece da attendente a Yellow Devil durante i match contro la Zipangu Pro-Wrestling, quindi è impossibile che lui e Yellow Devil siano la stessa persona; era stato Mister X a incaricargli di prendere parte al torneo con la maschera di Yellow Devil. Tiger Mask è infuriato infatti non riesce a gioire della vittoria del torneo dato che non ha avuto la possibilità di sconfiggere l'odiato Yellow Devil, tanto da rifiutare anche il premio, mentre Tiger the Dark, che ha assistito al match, capisce che Tiger Mask come lui vuole sconfiggere Yellow Devil. |                  |         |
| 14 | Crossroad 「クロスロード」 - Kurosurōdo | 14 gennaio 2017  |         |
| 14 | Naoto non è soddisfatto dato che non ha potuto battersi contro Yellow Devil e visto che i soldi del torneo per lui erano una mera soddisfazione li ha già dati via. Mentre Billy the Kidman è nel jet privato della GWM con Takuma, quest'ultimo gli chiede che fine abbia fatto Yellow Devil, ma Billy ammette di non conoscerlo molto, non ha nemmeno idea di quale sia il suo volto. Takuma e Kevin dopo la sconfitta al Max Dome sono costretti a subire l'Esecuzione della Tigre dopo aver fatto ritorno al quartier generale di Tana delle Tigri. Takuma confessa a Kevin che si è unito alla GWM solo per stanare Yellow Devil e batterlo. Takuma e Kevin si rifiutano di subire l'Esecuzione della Tigre, preferendo La Fossa, infatti l'unico modo per evitare l'Esecuzione della Tigre e tornare a essere wrestler ufficiali della GWM è affrontare i death match della Fossa dove vengono versate ingenti somme di denaro nelle scommesse; anche Odin decide di prendervi parte. Naoto ha un appuntamento con Ruriko, i due andranno a Bunkyō a vedere dei match di wrestling al Korakuen Hall, mentre vengono occupati pochi posti al Max Dome tra l'altro le vendite del loro merchandising sono calete. Mister X fa capire a Miss X che se inviteranno Tiger Mask, la cui popolarità è ormai al vertice, attireranno il pubblico. Nagata informa Tiger Mask che dovrà combattere al Korakuen Hall, nello stesso momento in cui dovrebbe essere tra il pubblico insieme a Ruriko e questo rappresenta un problema per il loro appuntamento, Daisuke gli suggerisce di dire a Ruriko la verità sulla sua seconda identità di wrestler, ma Naoto preferisce cercare un'altra via d'uscita. Naoto e Ruriko vanno al Korakuen Hall, dove assistono ai vari match, e quando arriva il momento che Tiger Mask scenda in campo Naoto si allontana con la scusa di comprare qualcosa da mangiare, e indossando la maschera sale sul ring dove batte il suo avversario in breve tempo. Miss X e Lady vanno al Korakuen Hall in incognito e notano che Tiger Mask effettivamente attira il pubblico, poi dopo aver vinto il match Naoto torna da Ruriko appena in tempo per vedere gli ultimi scontri. Ruriko rivela a Naoto che ha deciso di dare le dimissioni dall'ospedale infatti si farà assumere alla GWM nello staff medico, mentre Miss X telefona ad Haruna dicendole che Tiger Mask dovrà disputare un match al Max Dome e che non potrà rifiutare perché rientra tra i suoi obblighi contrattuali partecipare ai match organizzati dalla GWM come campione del torneo dei wrestler mascherati. |                  |         |
| 15 | Lotta feroce! Il conflitto con Bigfoot! 「激闘！ビッグフット戦！」 - Gekitō! Biggufutto-sen! | 21 gennaio 2017  |         |
| 15 | Miss X fa fare a Ruriko una visita guidata nel reparto medico e la bellezza della giovane infermiera attira da subito le attenzioni dei wrestler. Miss X in una conferenza stampa annuncia che al Max Dome si terrà un match tra Tiger Mask e Bigfoot, un wrestler americano molto famoso, assunto dalla GWM per battere Tiger Mask. Bigfoot è un uomo dall'enorme corporatura che dà sfoggio della sua mostruosa forza spezzando il tronco di un albero stritolandolo con la sola forza delle braccia. Naoto fa un po' di sparring al centro di allenamento segreto con Kentaro il quale gli racconta che in passato Naoto Date affrontò un sicario di Tana delle Tigri di nome Gorilla Man, che molto similmente a Bigfoot era un uomo di enormi proporzioni e che lo sconfisse puntando sulla velocità, cosa che dovrebbe fare anche lui. Il giorno del match è arrivato e prima viene fatto un diva tag match preliminare, dove Payne Fox e Queen Elizabeth affrontano le wrestler giapponesi del tag team Candy Pair. Il Max Dome ha registrato una buona percentuale di vendite, mentre Fox sconfigge la sua rivale con un lariat, invece Elizabeth batte la sua avversaria con una fisherman suplex ottendendo la vittoria del tag match. Haruna inizia a maturare sempre più interesse per i diva match. Tiger Mask affronta Bigfoot il quale gli sferra dei pugni che lui schiva facilmente, poi Tiger Mask gli assesta dei calci mettendolo in difficoltà. Bigfoot scaraventa l'arbitro contro Tiger Mask poi lo colpisce ripetutamente con i suoi terribili attacchi, infine si appresta a finirlo con una bear hug, ma Tiger Mask lo colpisce in pieno volto con due gomitate liberandosi dalla sua presa. Bigfoot, dopo una provocazione di Tiger Mask, corre verso di lui ma l'avversario con una german suplex lo lancia contro uno dei piloni dell'arena sconfiggendolo. Tiger Mask invita Miss X a mandargli contro wrestler più forti sicuro di poterli sconfiggere tutti. |                  |         |
| 16 | Un eccellente promoter 「優秀なプロモーター」 - Yūshūna puromōtā | 28 gennaio 2017  |         |
| 16 | Naoto va in tour con i suoi colleghi della New Japan Pro-Wrestling in un piccolo villaggio rurale nella prefettura di Yamanashi, insieme a loro viaggia Mammy, la promoter del wrestling messicano, che telefona ad Haruna data la sua posizione di manager di Tiger Mask, offrendole la possibilità di far entrare il wrestler mascherato nella lega di wrestling messicana. Haruna li raggiunge da Tokyo e Mammy propone il trasferimento di Tiger Mask in Messico, ma Haruna non è molto entusiasta della miserevole cifra che lei offre. Per Mammy è importante che Tiger Mask, molto popolare, entri nella lega di wrestling messicana per ridare popolarità alla loro federazioni che sta andando in rovina dato che la GWM ha portato dalla loro parte molti dei loro wrestler in Messico. Mammy propone ad Haruna un match tra Tiger Mask e suo figlio The Saboten wrestler di lucha libre, e se vincerà quest'ultimo Tiger Mask si trasferirà in Messico. Il match tra i due avversari ha inizio, The Saboten attacca il rivale ancor prima che il gong suoni, Mammy esorta suo figlio a giocare sporco brandendo un cactus come un'arma, ma quando la mossa le si ritorce contro il tutto finisce in una comica, e il match viene invalidato con un nulla di fatto. |                  |         |
| 17 | Non essere un pappamolle! 「甘ったれんじゃねぇ！」 - Amattarenja nē! | 4 febbraio 2017  |         |
| 17 | Tiger Mask, Haruna e Honma vengono costretti da Makabe a fare una giro delle varie pasticcerie locali per comprare i dolci di cui Makabe è goloso, salvo poi scoprire che in tutti i negozi le loro specialità sono state tutte acquistate da dei misteriosi clienti, che si rivelano essere Kenny Omega, Bad Luck Fale e Tama Tonga: il Bullet Club. Come danno alla beffa, oltre ad aver negato a Makabe i dolci che tanto voleva, scopre che il Bullet Club ha visitato quelle pasticcerie proprio consultando il blog di Makabe sui dolci. Il Bullet Club affronta in un tag match a tre Tiger Mask, Honma e Makabe, ma quest'ultimo non ha voglia di combattere per via della delusione dei dolci, però poi ritrova la grinta quando scopre che ai vincitori verranno dati i dolci locali gratis. Alla fine Honma, Tiger Mask e Makabe riescono a sopraffare facilmente il Bullet Club, infine Makabe dà il colpo di grazia a Kenny aggiudicandosi la vittoria del match. Makabe finalmente può gustare i dolci che tanto desiderava mangiare condividendoli con i suoi amici. |                  |         |
| 18 | Nascita! Spring Tiger 「誕生!スプリングタイガー」 - Tanjō! Supuringutaigā | 11 febbraio 2017 |         |
| 18 | Haruna riesce a cucire una maschera da tigre, poi va al Max Dome per assistere al tag diva match, una rivincita tra le campionesse della GWM, Queen Elizabeth e Payne Fox, e le Candy Pair. Purtroppo una delle due wrestler giapponesi, Milk, viene colpita da un attacco di appendicite dunque non potrà combattere, e le Candy Pair devono dare forfait, ma Haruna decide di indossare la maschera da tigre che aveva cucito per prendere il posto di Milk e aiutare Mint, anche se quest'ultima non accetta dato che è una dilattante, salvo cambiare idea quando Miss X le fa tenere presente che dovrebbero risarcire la GWM come da contratto per la mancata sfida. Con la maschera da tigre Haruna sale sul ring con il ring name di Spring Tiger, e affronta insieme a Mint le due avversarie: Queen Elizabeth e Miss X, che ha preso il posto di Payne Fox col desiderio di dare una lezione ad Haruna, con il ring name di X Woman. Mint prova a usare su Elizabeth una headlock ma l'avversaria riesce a indebolirla con una back drop, quindi dà il cambio a Spring Tiger che affronta Miss X. Quest'ultima usa su Spring Tiger la figure-eight leglock ma l'avversaria contrasta con un deathlock, usato a sua volta da Miss X, che però inizia a sentirsi debole alla gamba, tanto da non riuscire a usare bene la german suplex su Spring Tiger che si porta in vantaggio su di lei. Queen Elizabeth interviene e attacca Spring Tiger ma Mint ne approfitta e dà il colpo di grazia a Miss X, quindi Mint e Spring Tiger si aggiudicano la vittoria del diva match. Tiger Mask e Tanahashi vincono il loro tag match contro Yoshi-Hashi e Toru Yano. Intanto a Tana delle Tigri Kevin e Takuma si apprestano ad affrontare la prova della Fossa, dove dovranno vedersela contro diversi avversari come Ricardo Gonzàlez. |                  |         |
| 19 | Fuga dall'inferno 「地獄からの脱出」 - Jigoku kara no dasshutsu | 18 febbraio 2017 |         |
| 19 | Mister X accoglie gli ospiti della GWM che scommetteranno sui combattimenti della Fossa, venendo poi raggiunti da un misterioso wrestler mascherato con una maschera da tigre grigia, il suo nome è The Third. O'Conner, il capo allenatore di Tana delle Tigri, istruisce i partecipanti che prenderanno parte alla Fossa sulle regole, molti dei quali sono stati battuti da Tiger Mask, sono Takuma, Kevin, Black Python, Red Death Mask, Odin, Billy the Kidman e Ricardo Gonzàlez, inoltre parteciperanno anche due traditori di Tana delle Tigri: Cox e Phantom. Gli scontri si terranno in una zona a cielo aperto, in una landa desolata, e tutti i partecipanti accederanno da zone diverse, e per ogni volta che batteranno un avversario otterranno un'arma come bonus. I match non hanno regole, tutto sarà permesso, anche uccidere l'avversario, e saranno seguiti da dei piccoli droni con tanto di videocamere sontonizzate al maxischermo dal quale gli scommettitori vedranno i match. Takuma e Kevin sconfiggono Black Python, mentre Odin uccide Phantom, e ottiene un lanciafiamme, inoltre stringe un'alleanza con Billy the Kidman. Red Death Mask uccide Cox con l'aiuto di Ricardo che vuole stringere un'alleanza con lui per uccidere Takuma per cui prova astio, ma Red Death Mask uccide anche lui, infatti uccidendo un maggior numero di avversari gli verranno consegnate più armi. Naoto esce con Ruriko e i due passano la giornata nella zona commerciale del Max Dome. Calata la notte Takuma e Kevin affrontano in una sorta di tag match Billy the Kidman e Odin che si portano in vantaggio su di loro dato che vantano più esperienza di Takuma e Kevin. |                  |         |
| 20 | Il guardiano dell'inferno 「地獄の門番」 - Jigokunomonban | 25 febbraio 2017 |         |
| 20 | Odin e Billy the Kidman continuano a combattere contro Takuma e Kevin, poi arriva Red Death Mask che offre la sua collaborazione a uno dei quattro. Odin decide di avvalersi del suo aiuto, ma Red Death Mask si accanisce contro di lui, poi però viene colpito dalla testata di Billy the Kidman che uccide Red Death Mask. Takuma e Kevin uccidono Billy the Kidman e si dirigono verso la villa dove sono ospiti gli scommettitori. Lì devono affrontare l'ultima prova, ovvero combattere contro il "guardiano": un wrestler di grandi dimensioni di nome Blackout. Lui porta con sé una chiave che apre la porta che segna la fine della Fossa, quindi attraversando la soia della porta saranno salvi. Takuma e Kevin lo attaccano con delle mosse combinate ma il loro nemico è immune alle loro offensive, poi Blackout si rivela essere un robot costruito con la tecnologia della compagnia di Evance, uno degli scommettitori, che ha costruito Blackout usando la tecnologia del Dipartimento della Difesa degli Stati Uniti. Proprio quando Blackout si apprestava a finire Takuma e Kevin, in loro aiuto arriva Odin che prende la chiave da Blackout, poi Kevin e Takuma usano una mossa combinata contro il robot a cui Odin dà fuoco con il lanciafiamme. Odin, Takuma e Kevin aprono la porta superando La Fossa, mentre Blackout va in tilt e si accanisce contro gli scommettitori, tramortendo Evance. The Third mette fuori uso Blackout con una german suplex, sotto lo sguardo di Takuma, dando prova di avere una forza incredibile. Odin abbandona la GWM essendo ora libero, invece Takuma e Kevin con il jet privato della GWM vanno negli Stati Uniti, mentre Odin torna a casa sua dalla fidanzata Catherine. |                  |         |
| 21 | Riunione! 「再会！」 - Saikai! | 4 marzo 2017     |         |
| 21 | Tiger Mask e Tanahashi sconfiggono in un tag match Yoshi-Hashi e Okada, altrove invece, a New York, Tiger the Dark e Kevin tornano alla ribalta come wrestler della GWM sconfiggendo i Metal Brothers I & II in un tag match al Madison Square Garden. Sempre lì Bigfoot combatte contro il misterioso The Third, il campione dei pesi massimi della GWM, e nonostante la sua enorme stazza The Third riesce a batterlo sul piano fisico con una backdrop. Mister X incarica Takuma e Kevin di tornare in Giappone, e The Third decide di andare con loro sicuro di poter dominare il mercato giapponese. Arrivati in Giappone Kevin e Takuma si allenano, quest'ultimo rimane ferito quindi Ruriko lo medica, riconoscendolo, dato che si sono visti quando Takuma andava a trovare suo padre all'ospedale. Tiger the Dark freme dalla voglia di prendersi una rivincita contro Tiger Mask, poi combatte al Max Dome in un match preliminare contro Mike Rodríguez sconfiggendolo con un diving elbow drop. Arriva il momento dell'atteso match tra Tiger Mask ed El Caracas, un wrestler messicano che ha abbandonato la sua federazione per unirsi alla GWM. El Caracas prova a battere Tiger Mask con una double rotation moonsault ma Tiger Mask lo ferma con le ginocchia, infine lo sconfigge con una mossa di sottomissione, la chiken wing face lock. Tiger Mask prova a convincerlo ad abbandonare la GWM spiegandogli che così facendo fa il loro gioco perché stanno portando alla rovina le altre federazioni di wrestling portando via i loro migliori wrestler. Tiger the Dark interrompe la conversazione sostenendo che Tiger Mask non ha il diritto di giudicare la GWM perché i deboli non ottengono nulla mentre sono i forti che vincono; Tiger Mask lo accusa di essere un vigliacco e che, usando le stesse parole di Tiger the Dark contro di lui, avendo perso contro di lui al torneo dei wrestler mascherati, è pure lui un perdente. I due iniziano a combattere venendo fermati dagli altri wrestler, e questo rende Miss X soddisfatta perché se l'astio tra Tiger Mask e Tiger the Dark aumenterà allora questo renderà la loro prossima sfida ancora più attesa. |                  |         |
| 22 | L'ambizione di Fukuwara Mask! 「ふくわらマスクの野望！」 - Fukuwara Masuku no yabō! | 11 marzo 2017    |         |
| 22 | Fukuwara Mask, senza il consenso della New Japan Pro-Wrestling, organizza un torneo a Saitama per aiutare il presidente della camera di commercio a rivitalizzare l'economia. Fukuwara Mask telefona ad Haruna dicendole che è a conoscenza del fatto che lei è Spring Tiger, e che vorrebbe che partecipasse anche lei all'evento in un diva tag match. Nonostante Tiger Mask, le Candy Pair e la New Japan Pro-Wrestling siano stati coinvolti dall'iniziativa di Fukuwara Mask senza che lui chiedesse alcun permesso, decidono di aiutarlo a organizzare l'evento. Vengono disputati vari tag match, mentre Spring Tiger, che combatte in coppia con Viper Takagi, viene battuta dalle Candy Pair. Tiger Mask affronta Naito ed Evil in coppia con Fukuwara Mask, e il match è contraddistinto da varie scene comiche, ma alla fine Fukuwara Mask riesce a battere Evil aggiudicandosi la vittoria del tag match, infine Haruna si gode una serata di relax con le Candy Pair in un onsen. |                  |         |
| 23 | War Game prende il via! 「ウォーゲーム開幕！」 - Uōgēmu kaimaku! | 18 marzo 2017    |         |
| 23 | La GWM ha deciso di organizzare al Max Dome il War Game, un torneo di wrestling a cui parteciperà The Third, il quale ha deciso di sua iniziativa di mettere in palio la sua cintura di campione se qualcuno lo batterà. Tutti possono parteciparvi, mentre per la New Japan Pro-Wrestling impongono una condizione: solo i wrestler di maggior caratura, ovvero quelli che hanno già vinto un titolo, potranno prendere parte al War Game. Naoto decide di parteciparvi perché se vincesse la cintura di campione allora Yellow Devil probabilmente lo sfiderà, però Kentaro gli fa tenere presente che sarà svantaggiato visto che i wrestler della GWM faranno fronte comune e che dunque, dato che The Third è uno di loro, è poco probabile che si accaniranno tutti contro di lui, e Tiger Mask avrà bisogno di alleati visto che non potrà contare sui wrestler della New Japan Pro-Wrestling perché anche se sono suoi amici si difenderanno tra loro. Naoto capisce che ha ragione dunque telefona a Fukuwara Mask e gli chiede di partecipare al War Game insieme a lui e in cambio gli darà tutto il premio in denaro, un milione di dollari, quindi accetta. Nonostante la strategia ufficiale della GWM fosse quella di far sì che tutti i loro wrestler che parteciperanno al War Game, quali Tiger the Dark e Kevin, difendessero The Third, quest'ultimo sfida anche i suoi colleghi di lavoro ad attaccarlo, sicuro di poter vincere contro chiunque credendo ciecamente nella sua forza. È arrivato il giorno del War Game, che si terrà su un ring a cinque piani simile a una piramide, al quale sembra che parteciperà anche Yellow Devil. I wrestler combatteranno partendo dal piano più basso e ogni volta che sconfiggeranno degli avversari saliranno di un piano più alto e i primi due che arriveranno all'ultimo piano si contenderanno la finale del torneo. Poi fa la sua comparsa il campione, The Third, e quando Kentaro lo vede ne rimane scosso dato che il suo costume da tigre è uguale identico a quello di Tiger the Great, l'ex boss della precedente amministrazione di Tana delle Tigri. Il War Game ha inizio ma tutti hanno paura di The Third infatti cercano di evitarlo, Gedo prova ad attaccarlo ma The Third lo sconfigge con una sola mossa e sale per primo di livello. Tiger Mask viene attaccato dai Metal Brothers I & II ma poi Fukuwara Mask lo soccorre, mentre Tiger the Dark viene attaccato in gruppo da Bosman e i suoi alleati. |                  |         |
| 24 | Le tigri si scontrano nuovamente! 「再びの猛虎激突！」 - Futatabi no mōko gekitotsu! | 25 marzo 2017    |         |
| 24 | Kevin aiuta Tiger the Dark tenendo occupato Bosman, mentre Ryu prende parte al War Game nelle vesti di Dragon Young, infatti come wrestler della New Japan Pro-Wrestling non poteva prendere parte al torneo non avendo vinto nessun titolo, ma come Dragon Young non ha affiliazioni con la federazione di wrestling quindi partecipa al War Game, sconfiggendo un avversario, quindi affronta The Third che però lo batte con una sola vertical suplex, passando già al prossimo livello. Tiger the Dark combatte contro Yellow Devil ma capisce subito che non è lui, infatti gli toglie la maschera e scopre che in realtà è Mikasa, è stata un'idea di The Third; Takuma fuori di sé dalla rabbia picchia Mikasa non accettando che lui come allievo di suo padre abbia accettato di indossare la maschera dell'uomo che gli ha rovinato la carriera. Tiger Mask, Fukuwara Mask, Tiger the Dark, Kevin, Bigfood, Naito, Okada, Tanahashi ed El Caracas passano al livello successivo. Il primo che riesce a salire di un altro piano è Fukuwara Mask che combatte contro The Third, i due danno l'impressione di conoscersi, infatti The Third capisce subito che lui è Keiji Tanaka, quest'ultimo tra l'altro afferma di conoscere la vera identità di The Third. Lo scontro tra i due all'inizio è equilibrato ma The Third riesce a batterlo salendo di un altro piano. Okada batte Bigfoot mentre Tanahashi, dopo aver battuto El Caracas, viene sconfitto da Naito che raggiunge The Third, insieme a Tiger Mask, Tiger the Dark e Kevin. Mentre Naito e The Third si affrontano, Tiger the Dark e Tiger Mask combattono in un match dove i due danno prova di avere la stessa forza, invece Naito mette in difficoltà The Third che però poi batte anche lui raggiungendo per primo l'ultimo piano, invece Kevin colpisce Tiger Mask con una gomitata permettendo a Tiger the Dark di sconfiggerlo con la Darkness Driver. Tiger the Dark è il secondo a raggiungere l'ultimo piano e di conseguenza la finale del War Game verrà disputata da lui e The Third. |                  |         |
| 25 | L'identità della tigre 「虎の正体」 - Tora no shōtai | 1º aprile 2017   |         |
| 25 | Hikari rivela a Tiger the Dark che ha fatto delle ricerche su Yellow Devil e sembra che si siano perse le sue tracce dopo che sconfisse suo padre tre anni fa, ma curiosamente The Third proprio allora fece la sua comparsa. I due usano tecniche diverse ma hanno la stessa corporatura, quindi è probabile che siano la stessa persona, e questo significa che finalmente Takuma ha la possibilità di vendicare suo padre sconfiggendo l'uomo che lo ha costretto su una sedia a rotelle nella finale per il titolo di campione dei pesi massimi. Tiger Mask si è appena ripreso, è sopraffatto dalla rabbia per la sua sconfitta, Fukuwara Mask lo rimprovera facendogli capire che non ha dimostrato di meritare un posto in finale perché loro due avrebbero dovuto collaborare come una squadra ma Tiger Mask ha fatto tutto di testa sua e ha finito col perdere, confessandogli tra l'altro che The Third in realtà è Yellow Devil avendo riconosciuto il suo stile di combattimento. Takuma è debole perché durante il match contro Tiger Mask quest'ultimo lo aveva ferito, quindi chiede a Ruriko di dargli un antidolorifico così potrà sostenere il match. Lei si rifiuta ma Takuma le rivela di essere il figlio di Daisuke e che si è unito alla GWM solo per poter combattere contro The Third, il quale tre anni prima stroncò la carriera di suo padre, quindi l'infermiera esaudisce la sua richiesta. Il match finale ha inizio ma Tiger the Dark propone di mettere in palio le rispettive maschere e quindi le loro identità segrete, e The Third accetta. Daisuke guarda il match in TV, mentre The Third si lascia colpire di proposito dall'avversario dando l'impressione di essere in svantaggio, ma poi usa su di lui il Devil Tornado, la tecnica letale di cui si avvaleva anche Yellow Devil tre anni prima, confermando così che The Third e Yellow Devil sono la stessa persona, cosa che lui stesso decide di rivelare a Takuma mentre usa su di lui una stepover toehold facelock ammettendo che è lo stesso wrestler che tre anni prima arrivò in Giappone con la maschera e il ring name di Yellow Devil. Queste parole scatenano la rabbia di Tiger the Dark che neutralizza la mossa migliore di The Third e poi lo mette al tappeto con un neckbreaker. Anche se ormai ha la vittoria in pugno Tiger the Dark sfoga su di lui la sua rabbia picchiandolo, preferendo aspettare prima di dargli il colpo di grazia, pagando a caro prezzo questo errore, infatti la ferita che gli ha procurato Tiger Mask inizia a farsi risentire, e proprio quando stava per battere The Third con la Darkness Driver, l'avversario si porta in vantaggio su di lui e lo sconfigge con la sua nuova presa: la Sacrifice, spezzandogli le gambe. Infatti Takuma aveva studiato le mosse dell'avversario che già conosceva ma in questi tre anni The Third ne ha create di nuove. Kevin prova a soccorrerlo ma The Third lo colpisce con un calcio e toglie la maschera all'avversario, così Tiger Mask e Daisuke scoprono che Tiger the Dark in realtà è Takuma. Quest'ultimo viene portato via in barella, Tiger Mask lo raggiunge confessandogli di essere Naoto, e Takuma sembra piacevolmente sorpreso nell'apprenderlo riconoscendo che Naoto è diventato fortissimo. The Third conserva il titolo mentre Miss X lo rimprovera affermando che non era il caso di rovinare la carriera di Takuma dato che era uno dei loro wrestler più promettenti, oltre al fatto che è stato proprio The Third a farlo entrare a Tana delle Tigri. The Third si limita a dire che quando due tigri si affrontano si mordono a vicenda e vince la più forte perché è così che vanno le cose a Tana delle Tigri, confessando a Miss X che il capo della precedente amministrazione di Tana delle Tigri, Tiger the Great, era suo nonno e che dunque lui è il legittimo erede di Tana delle Tigri. Naoto, in sella alla sua moto, ripensa al suo felice passato con Takuma piangendo. |                  |         |
| 26 | Il misterioso Miracle 1 「謎のミラクル1」 - Nazo no Mirakuru 1 | 8 aprile 2017    |         |
| 26 | Naoto va a trovare Takuma in ospedale ma poi cambia idea quando sente Kevin accusare Tiger Mask delle sue condizioni affermando che se lui non lo avesse ferito avrebbe battuto The Third. Takuma è uscito da terapia intensiva e dovrà fare della fiseoterapia, infatti ha la spalla sinistra slogata, il legamento al ginocchio sinistro è rotto, la caviglia destra è danneggiata e ha pure una contusione spinale. Tiger Mask chiede ad Haruna di organizzare un match tra lui e The Third, quindi la ragazza va da Miss X che però la informa che The Third è tornato in America e che comunque non accetterebbe mai la sfida di Tiger Mask in quanto non è un wrestler abbastanza affermato, a meno che non vinca in titolo IWGP ma ci vorrebbe troppo tempo per farlo. Miss X spiega ad Haruna che stando al contratto Tiger Mask sarà costretto a fare un ultimo match contro la GWM e che poi sarà libero da ogni impegno con loro. Takuma viene ricoverato nello stesso ospedale di suo padre dove finalmente i due hanno modo di rivedersi: Takuma gli confessa che si era infiltrato alla GWM per stanare The Third e vendicarlo, scusandosi per il suo fallimento, ma Daisuke gli dice che non ha nulla da rimproverarsi perché ha fatto del suo meglio. Dato che la GWM ha praticamente messo in ombra la New Japan Pro-Wrestling al torneo War Game, la federazione di wrestling giapponese decide di attirare più pubblico invitando un wrestler mascherato canadese a disputare qualche match: Miracle 1. Quest'ultimo affronta Gedo e nonostante le scorrettezze dell'avversario lo sconfigge, mentre Haruna informa Tiger Mask che l'ultimo match sotto contratto che dovrà disputare contro la GWM dovrà combatterlo avendo come avversario un wrestler che come lui indossa una maschera da tigre: il suo ring name è King Tiger. Miracle 1 affronta Ryu e poi in suo aiuto arriva un altro wrestler mascherato con il ring name di Miracle 2. I due si accaniscono contro Ryu, poi interviene Tiger Mak ma Miracle 2 lo butta fuori dal ring. In realtà Miracle 2 è Kevin. |                  |         |
| 27 | Combattimento mortale! Il conflitto con King Tiger 「死闘！キングタイガー戦」 - Shitō! Kingutaigā-sen | 15 aprile 2017   |         |
| 27 | Miracle 1 e Miracle 2 continuano a disputare match contro i wrestler della New Japan Pro-Wrestling che vengono sempre annullati per la condotta scorretta degli avversari, però Nagata non può farci nulla perché purtroppo attirano il pubblico e questo è l'unico modo per evitare che la GWM li metta in secondo piano. Ruriko confessa a Tiger Mask che non è più molto sicura di voler continuare a lavorare per la GWM visto ciò che hanno fatto a Daisuke e Takuma, quindi chiede al wrestler mascherato perché combatte. Lui le spiega che prese Daisuke a modello perché vederlo combattere gli diede coraggio e voleva diventare come lui, infondendo a sua volta coraggio ad altra gente, anche se le cose sono cambiate dato che ora combatte solo per vendicarsi di The Third. Tiger Mask e King Tiger si affrontano al Max Dome in un match con regole unificate dove sono consentite le tecniche di arti marziali miste. King Tiger usa uno stile di combattimento basato principalmente sullo sferrare calci, all'inizio Tiger Mask si difende facilmente dai suoi colpi, ma poi King Tiger usa tutta la sua velocità dominando tutti i round. Tiger Mask a stento riesce a difendersi, King Tiger con i suoi terribili calci ha il controllo del match, poi colpisce Tiger Mask alla testa con un calcio acrobatico dall'alto, l'Hammer of King. Tiger Mask è al tappeto e sembra non riuscire a riprendersi ma quando sente il pubblico acclamarlo capisce che lui, come Daisuke, dà coraggio alla gente, quindi trova la forza di rialzarsi. King Tiger usa ancora una volta l'Hammer of King, ma Tiger Mask si lascia colpire alla spalla invece che alla testa, sferrando poi un potente colpo a King Tiger, che prova ancora una volta a usare l'Hammer of King ma Tiger Mask blocca il colpo a mezz'aria e con la sua presa sconfigge King Tiger che perde per knockout. Tiger Mask chiede a Miss X di organizzare un match tra lui e The Third, quindi lei gli offre un compromesso mostrandogli un contratto da firmare. Miracle 1 e Miracle 2 vengono ancora una volta squalificati mentre affrontavano i wrestler della New Japan Pro-Wrestling per via del loro comportamento violento, poi fa la sua comparsa un altro wrestler mascherato di nome Miracle 3, inoltre lui è accompagnato da Tiger Mask che fa fronte comune con i Miracle, tra lo stupore generale. Daisuke e Takuma guardano l'evento dalla televisione e Takuma capisce che Naoto ha appena fatto lo stesso sbaglio che fece lui: pur di affrontare The Third ha accettato di unirsi alla GWM. |                  |         |
| 28 | Diavolo Giallo 「黄色い悪魔」 - Kiiroi akuma | 22 aprile 2017   |         |
| 28 | Naoto fa vedere a Kentaro il contratto che ha firmato con la GWM diventandone a tutti gli effetti un membro, perché solo così potrà arrivare a The Third e batterlo. Kentaro lo rimprovera aspramente facendogli notare che è stata Tana delle Tigri a rovinare la carriera di Daisuke, e che quindi non ha senso che lui si unisca a loro, perché così facendo contribuirà a rafforzare il monopolio che la GWM ha sul wrestling. Naoto gli ricorda che anche lui e Naoto Date erano membri di Tana delle Tigri, Haruna è dell'opinione che Naoto sta sbagliando ma fa capire a suo zio che deve prenderne atto da solo. Takuma telefona a Naoto chiedendogli di andarlo a trovare in ospedale, quindi Naoto va da lui e Takuma gli spiega che si unì alla GWM per sabotarli dall'interno, e invece ha fallito, invitando Naoto a non commettere il suo stesso sbaglio, ma Naoto crede anche fin troppo in sé, sicuro di potercela fare, e vendicare così Takuma. Sia in Giappone che in Messico si stanno combattendo guerre di propaganda tra le federazioni di wrestling e la GWM, la quale sta avendo sempre più successo. Tiger Mask affronta i suoi amici della New Japan Pro-Wrestling combattendo con i Miracle, a Nagoya e in altre città della regione, sconfiggendo gli avversari, usando anche mosse fallose. Kentaro rivela ad Haruna che è stato lui a insegnargli le tipiche tecniche fallose di Tana delle Tigri nel caso fosse stato messo nella posizione di doverle affrontare anche se non pensava che lui stesso le avrebbe usate. La New Japan Pro-Wrestling perde sempre più terreno, mentre Tiger Mask ormai è odiato dal pubblico, tanto che lo chiamano "Yellow Devil", lo stesso epiteto che aveva Naoto Date quando era un wrestler spietato. Lady chiede a Miss X se Miracle 3 è uno dei loro wrestler, e in effetti Miss X conferma la sua deduzione. Daisuke incoraggia suo figlio a non arrendersi perché nonostante le condizioni in cui è ridotto c'è ancora speranza che si riprenda e torni a praticare wrestling, quindi Ruriko, su richiesta di Daisuke, aiuta Takuma con la fiseoterapia. Intanto fa la sua comparsa un altro wrestler mascherato che si unirà alla squadra di Tiger Mask e dei Miracle: il suo ring name è Miracle 4. |                  |         |
| 29 | La tigre solitaria 「孤独の虎」 - Kodoku no tora | 29 aprile 2017   |         |
| 29 | La New Japan Pro-Wrestling decide di farla finita una volta per tutte contro i Miracle e Tiger Mask sfidandoli in un tag match a cinque. Kentaro e Naoto non fanno altro che litigare infatti Kentaro non accetta che lui sia diventato un wrestler di Tana delle Tigri solo per sconfiggere The Third, perché non era quello il motivo per cui lo allenò, aggiungendo tra l'altro che se dovesse affrontare The Third in questo momento perderebbe. Naoto non vuole sentire ragioni, poi va ad allenarsi alla GWM, Kevin continua a odiarlo anche se ora è il suo compagno di squadra. Il medico curante della GWM informa Tiger Mask che Ruriko non lavora più per loro, ha ripreso il suo impiego all'ospedale per assistere Takuma con la fisioterapia, il quale fa velocemente progressi nella sua riabilitazione. Tiger Mask e i Miracle affrontano Nagata, Okada, Tanahashi, Yoshi-Hashi e Makabe in un match a eliminazione dove chi cade dal ring viene eliminato, con le stesse regole del over the top rope. Tiger Mask ormai non si fa più scrupoli di coscienza a usare mosse fallose contro i suoi ex amici, ma poi i Miracle fanno cadere Tiger Mask fuori dal ring per far cadere anche Okada e squalificarlo. Tiger Mask capisce che a loro non gli importa niente di lui, ma i Miracle pagano a caro prezzo lo sbaglio di escludere Tiger Mask dal match, infatti non riescono più a rivaleggiare con i wrestler della New Japan Pro-Wrestling che sconfiggono tutti i Miracle, l'ultimo rimasto è Miracle 1 il quale sembra destinato a perdere anche lui, decretando la vittoria della New Japan Pro-Wrestling, ma all'ultimo momento arriva The Third che interrompe il match aggredendo i wrestler della New Japan Pro-Wrestling, il tag match quindi viene invalidato. Tiger Mask attacca The Third ma quest'ultimo lo sconfigge con un solo pugno. |                  |         |
| 30 | La sanzione della tigre! 「虎の制裁！」 - Tora no seisai! | 6 maggio 2017    |         |
| 30 | Miss X lancia la sfida finale alla New Japan Pro-Wrestling, il Final Wars, una serie di match che si terranno al Max Dome tra la GWM e la New Japan Pro-Wrestling: la lega che perderà dovrà cedere tutti i suoi titoli a quella vincitrice. Nagata accetta, mentre Naoto, avendo capito il suo sbaglio nell'allearsi con la GWM dato che nel farlo aveva perso di vista i suoi veri obiettivi, torna da Kentaro, quest'ultimo è ancora deluso dal suo comportamento ma prima ancora che Naoto possa scusarsi lo perdona. Haruna chiede a Miss X di annullare il contratto che Tiger Mask ha firmato con la GWM, ma lei e Lady le spiegano che non è possibile, e anche se dovesse chiudere i ponti con la GWM dopo il suo tradimento la New Japan Pro-Wrestling non vorrebbe più avere a che fare con lui. Miss X informa Haruna che Tiger Mask dovrà combattere contro Miracle 4 durante la giornata di inaugurazione del Final Wars al Max Dome, intanto Kentaro fa capire a Naoto che deve elaborare una seconda mossa vincente. Al Max Dome The Third e Fukuwara Mask, in un momento carico di tensione, si incrociano nei corridoi. I Miracle sconfiggono Okada, Tanahashi e Ryu avvelendosi come sempre delle loro scorrettezze, poi arriva l'evento principale, il match tra Tiger Mask e Miracle 4. Ad un tratto il ring viene sospeso a mezz'aria tramite dei pali che si elevano come appoggio, sopra il ring vengono poste delle sbarre di metallo e i due wrestler vengono circondati da una cupola di vetro. Miracle 4 cambia costume davanti a tutti, ora il suo ring name è Universal Mask. Kentaro racconta ad Haruna che in passato Naoto Date affrontò un sicario di Tana delle Tigri che portava lo stesso ring name. Fukuwara Mask ha capito che la GWM vuole dare una lezione a Tiger Mask per il suo tentato tradimento e che il match contro Universal Mask era solo una trappola. Tiger Mask all'inizio si porta in vantaggio sull'avversario ma poi Universal Mask utilizza le sbarre di metallo sopra il ring per effettuare le sue tecniche acrobatiche mettendo il rivale in difficoltà. Tiger Mask prova a combattere contro di lui al suo stesso livello affrontandolo sopra le sbarre ma Universal Mask riesce a muoversi meglio di lui portandosi in vantaggio. Fukuwara Mask dà un consiglio a Tiger Mask il quale capisce che si stava concentrando solo sull'avversario senza notare gli elementi sul campo da combattimento che può usare a suo vantaggio. Tiger Mask usa le sbarre di metallo per colpire Universal Mask con delle mosse acrobatiche, poi Universal Mask cade sul ring e Tiger Mask lo sconfigge con una gomitata. Tiger Mask incontra tra i corridoi Ryu, Okada e Tanahashi, ma i suoi vecchi amici non gli rivolgono nemmeno la parola. Fukuwara Mask incontra nuovamente The Third, viene rivelato che Keiji Tanaka era il suo allenatore a Tana delle Tigri, poi The Third gli chiede perché ha lasciato la loro federazione, e lui risponde semplicemente che si era stancato di Tana delle Tigri. |                  |         |
| 31 | Resa dei conti! Lo stile Arashi Juken 「対決！嵐柔剣流」 - Taiketsu! Arashi jūken-ryū | 13 maggio 2017   |         |
| 31 | Naoto non ha idea di come realizzare una seconda mossa vincente, Kentaro gli racconta che quando Naoto Date era afflitto da dei dubbi si rivolgeva al vecchio Toranosuke Arashi, grande maestro di kendō, judo e arti marziali, il suo dojo si trova nel quartiere di Arashiyama, a Kyoto. Naoto decide di andare lì insieme a Kentaro e Haruna, quest'ultima più che altro va a Kyoto per turismo. Naoto, Kentaro e Haruna scoprono che dopo la morte di Arashi i suoi successori, Issei Handa e Gotoku Arashi, hanno aperto due dojo diversi; il secondo insegna nella vecchia tenuta di Arashi, mentre Issei ha un modesto dojo. Entrambi fanno vedere a Tiger Mask una statua di Itō Ittōsai, stando a quanto racconta Gotoku lui ideò una mossa mortale chiamata "Hosshato" mentre era in pericolo di vita. Gotoku rivela che il dojo è pieno di debiti e che per pagare l'affitto gli servirebbero 300.000 yen, quindi Tiger Mask per aiutarlo gli dà la cifra in cambio della statua di Itō Ittōsai. Tiger Mask spia Gotoku mentre ospita Fukuwara Mask nel suo dojo dicendogli le stesse cose che prima aveva detto a Tiger Mask per estorcergli altri 300.000 yen, infatti Gotoku è solo un truffatore. Poi arriva Issei che lo informa di aver parlato con i membri del consiglio del dojo che hanno deliberato: ora sarà Issei il nuovo gestore del dojo e Gotoku verrà destituito dalla carica dato che era intollerabile che continuasse a infangare il buon nome di Arashi con le sue truffe. Gotoku prova ad attaccare Issei con un tantō ma lui, dimostrandosi un vero maestro di arti marziali, lo disarma mettendolo al tappeto con una sola mossa. Tiger Mask chiede a Issei di affrontarlo volendo conoscere la tecnica Hosshato, Issei accetta la sfida anche se da subito avverte il wrestler dicendogli che non servirà a nulla. I due si affrontano con Fukuwara Mask come spettatore, Issei impugna una katana, ma poi la getta via chiedendo una pausa a Tiger Mask, quest'ultimo abbassa la guardia e Issei ne approfitta puntando la lama del tanto che teneva nascosto alla gola del wrestler. Se fosse stato un duello all'ultimo sangue ora Tiger Mask sarebbe morto, è solo questo l'Hosshato, una tecnica che serve a distrarre l'avversario per poi attaccarlo di sorpresa uccidendolo, infatti Issei aveva ragione e tutto ciò non è stato di nessuna utilità per Tiger Mask. Quest'ultimo pur non avendo imparato nulla di utile prende atto che comunque Itō Ittōsai ha ideato l'Hosshato mentre rischiava di morire, capendo che anche lui riuscirà a sviluppare la sua mossa vincente solo quando sarà in pericolo di vita. |                  |         |
| 32 | Lumberjack 「ランバージャック」 - Ranbājakku | 20 maggio 2017   |         |
| 32 | Haruna chiede a Miss X di sciogliere il contratto tra Tiger Mask e la GWM, quindi lei esaudisce la sua richiesta a patto che Tiger Mask faccia un ultimo match per la GWM affrontando Miracle 3 al Final Wars che si terrà al Max Dome, e poi sarà libero da ogni impegno legale con la GWM che però non è più tenuta a organizzare il match tra lui e The Third. Naoto e Haruna vanno a trovare Daisuke all'ospedale, Naoto si scusa con lui avendo tradito i valori che Daisuke gli aveva impartito alleandosi con la GWM, ma il suo vecchio mentore lo perdona. Daisuke esprime il suo dispiacere a Naoto dato che Ruriko non ricambia i suoi sentimenti, infatti Naoto vede Ruriko insieme a Takuma mentre lo aiuta nella riabilitazione e capisce che lei è innamorata del suo migliore amico, e nonostante cerchi di non darlo a vedere ne soffre. Naoto non ha idea di come realizzare una seconda mossa vincente, Kentaro gli suggerisce di creare una variante delle tecniche dei wrestler della GWM come Red Death Mask, Billy the Kidman, Takuma e King Tiger, in effetti quest'ultimo usava un calcio in discesa molto efficace; Naoto prova a usarlo anche se non è potente come quello di King Tiger. Al Max Dome Tanahashi, Ryu e Nagata affrontano al Final Wars in un tag match a tre Miracle 1, Miracle 2 e Mike Rodríguez. Proprio quando i wrestler della New Japan Pro-Wrestling stavano per vincere interviene Miracle 3 che attacca i wrestler giapponesi, in loro aiuto arriva Tiger Mask, il tag match viene invalidato, quindi tutti scendono dal ring tranne Tiger Mask e Miracle 3 dato che ora devono affrontarsi. In realtà Miracle 3 è O'Conner, il capo allenatore di Tana delle Tigri. I due combattono in un lumberjack match, quindi i wrestler che faranno da secondi a Miracle 3, ovvero Mike, Miracle 1 e Miracle 2 dovranno far risalire Tiger Mask sul ring nel caso cadesse, quindi lui è svantaggiato dato che non ha wrestler che gli facciano da secondi. Miracle 3 riesce a prevedere tutte le mosse dell'avversario dato che le ha memorizzate riuscendo a metterlo in difficoltà con le sue prese, e tutte le volte che Tiger Mask cade dal ring Mike, Miralce 1 e Miracle 3 lo picchiano prima di farlo risalire. Poi intervengono Ryu, Tanahashi e Nagata che impediscono agli avversari di far del male a Tiger Mask, quest'ultimo combatte contro Miracle 3 usando il calcio in discesa dato che era una mossa che non aveva mai usato prima e che quindi Miracle 3 non poteva prevedere, infine lo batte con una suplex aggiudicandosi il match. I wrestler della New Japan Pro-Wrestling lo perdonano e quindi ora può combattere al loro fianco. |                  |         |
| 33 | Assassini dal passato 「過去からの刺客」 - Kako kara no shikaku | 27 maggio 2017   |         |
| 33 | Ora che Tiger Mask è tornato a combattere con la New Japan Pro-Wrestling i Miracle non riescono più a sconfiggere i wrestler giapponesi al Final Wars. Quindi per vincere il Final Wars la GWM decide di far scendere in campo i loro wrestler più forti, che sono appena giunti all'aeroporto di Haneda con Mister X, si tratta di due wrestler con maschere da tigre: The Second e Tiger the Black, i due wrestler più forti della GWM dopo The Third. I due vengono presentati ad una conferenza stampa, alla quale prende parte anche The Third. Tra lo stupore generale The Second rivela ai giornalisti di essere il figlio del defunto wrestler Big Tiger, mentre The Third annuncia che Tiger the Great era suo nonno, infatti The Second e The Third hanno scelto questi ring name in memoria dei loro predecessori perché rispettivamente rappresentano la seconda e la terza generazione di Tana delle Tigri, tra l'altro The Third, The Second e Tiger the Black, insieme a King Tiger già battuto da Tiger Mask, formano la squadra delle quattro tigri. Kentaro, che stava guardando la TV, resta stupefatto nell'apprendere il legame di parentela che li lega ai loro predecessori, raccontando a Naoto che Big Tiger aveva un partner con lo stesso ring name del partner di The Second, Black Tiger, i due morirono in un tag match contro Naoto Date e il suo migliore amico Daigo Daimon, nel tentativo di uccidere quest'ultimo si uccisero a vicenda, mentre Tiger the Great era il capo della precedente amministrazione di Tana delle Tigri nonché il wrestler più forte dell'impresa criminale, che morì dopo che Naoto Date lo sconfisse. Hikari va a trovare Takuma all'ospedale, ormai il ragazzo si è quasi ripreso del tutto ed è pronto a tornare sul ring. La GWM fa scendere in campo The Second e Tiger the Black in un tag match contro Nagata e Tiger Mask, ma i due avversari si rivelano fortissimi, infatti gli attacchi di Nagata e Tiger Mask non sortiscono alcun effetto su di loro, Tiger the Black indebolisce Tiger Mask con un corkscrew moonsault, infine The Second sconfigge Nagata con la sua presa vincente, e i due wrestler della GWM vincono il match del Final Wars. Takuma chiede a Naoto di farlo allenare con lui nel centro di allenamento segreto, quindi Kentaro impone a Takuma di chiudere tutti legami con Tana delle Tigri se vuole allenarsi con Naoto. Takuma accetta le condizioni quindi Ruriko lo accompagna alle pendici del monte Fuji, ma Kentaro impone all'infermiera di non entrare nel centro di allenamento. Finalmente Naoto e Takuma tornano ad allenarsi insieme sotto la supervisione di Kentaro. |                  |         |
| 34 | Grande mischia 「大混戦」 - Dai konsen | 3 giugno 2017    |         |
| 34 | Ora che The Second e Tiger the Black combattono al Final Wars la GWM sta guadagnando terreno sulla New Japan Pro-Wrestling, ormai le due federazioni sono a parità di punteggio quindi per i match finali faranno scendere le loro squadre formate rispettivamente dai loro cinque campioni. La GWM farà combattere Miracle 1, Miracle 2, Tiger the Black, The Second e The Third mentre la New Japan Pro-Wrestling farà scendere in campo Tiger Mask, Makabe, Okada, Tanahashi e Naito. Ryu, che da sempre è innamorato di Haruna, le confessa i suoi sentimenti ma la ragazza, pur apprezzando le sue dolci parole, è costretta ad ammettere di amare un altro uomo, Naoto. Purtroppo Naito non è ancora arrivato dal Messico quindi, quando tutti i rimanenti wrestler che partecipano al Final Wars salgono sul ring, per giustificare l'assenza del quinto wrestler, Nagata trova la scusa del "Wrestler X", l'ultimo misterioso wrestler della squadra della New Japan Pro-Wrestling, per guadagnare del tempo. Makabe affronta Tiger the Black in un match che finisce in pareggio. |                  |         |
| 35 | Esplosione! Zanne della tigre! 「炸裂！虎の牙！」 - Sakuretsu! Tora no kiba! | 10 giugno 2017   |         |
| 35 | Dopo il pareggio di Makabe e Tiger the Black, i due devono riaffrontarsi in un tag match combattendo rispettivamente insieme a Okada e The Third. Proprio quando Makabe stava per battere Tiger the Black aggiudicandosi la vittoria del tag match, interviene The Third che usa su di lui una delle sue terribili prese facendogli perdere i sensi, poi mette il corpo privo di coscienza di Tiger the Black sopra il suo e l'arbitro inizia il conteggio e dunque il tag team giapponese perde. Naito è appena arrivato all'aeroporto quindi non farà in tempo a raggiungere il Max Dome, Nagata non può sostituirlo dato che non si è ripreso del match contro The Second. Ryu decide di prendere il posto di Naito nelle vesti di Dragon Young, me poi arriva Takuma con la maschera di Tiger the Dark che si offre volontario come quinto membro della squadra della New Japan Pro-Wrestling, e Tiger Mask garantisce per lui, dunque Nagata lo affianca insieme a Tanahashi e Tiger Mask nel tag match a tre contro Miracle 1, Miracle 2 e The Second. Il pubblico è sorpreso nel vedere Tiger the Dark combattere per la New Japan Pro-Wrestling, il match ha inizio e Tiger the Dark combatte contro Miracle 2, ovvero Kevin, che non riesce a credere che il suo amico abbia tradito la GWM comunque Takuma lo sprona a combattere al meglio delle sue capacità, quindi Kevin si toglie la maschera e affronta Takuma. Il match prosegue in maniera equilibrata ed entrambe le squadre danno il meglio, The Second si appresta a sconfiggere Tanahashi con la stessa presa con la quale sconfisse Nagata; Tiger Mask prova a fermarlo ma Kevin si contrappone quindi Tiger Mask lo mette al tappeto con la sua seconda mossa vincente che ha perfezionato con l'aiuto di Takuma: un calcio d'ascia, seguito da uno colpo di ginocchio sul viso. Però non riesce a fermare in tempo The Second che con la sua presa sconfigge Tanahashi vincendo il tag match. |                  |         |
| 36 | Quattro Tigri 「四頭の虎」 - Shi-tō no tora | 17 giugno 2017   |         |
| 36 | Tiger Mask e Tiger the Dark affrontano in tag match The Second e The Third, però Tiger Mask accusa troppa stanchezza a causa del precedente match, inoltre è troppo emozionato all'idea di poter battere The Third quindi non riesce a concentrarsi e l'avversario si porta in vantaggio. The Second butta Tiger the Dark fuori dal ring, mentre The Third rammenta che quando conobbe Takuma quel giorno, quando sconfisse suo padre, c'era un altro ragazzo insieme a lui, ovvero Naoto, capendo quindi che lui e Tiger Mask sono la stessa persona. The Third ormai riesce a sopraffare Tiger Mask e gli strappa via la maschera, tutti ora lo vedono a volto scoperto, compresa Ruriko. Daisuke si rialza dalla sedia e incoraggia Takuma a tornare sul ring. Tiger the Dark animato da una nuova forza, mette al tappeto The Third e The Second con la sua nuova mossa: la Crossbow. Infine Naoto sconfigge The Second con una suplex e vince il tag match. La GWM è ancora in vantaggio di un punto sulla New Japan Pro-Wrestling e tutto si deciderà con l'ultimo match tra Okada e Miracle 1. L'ultimo match ha inizio ma Miracle 1 con un'asian mist sputa dalla bocca una sostanza che acceca Okada. |                  |         |
| 37 | Addio Tigre 「さらば虎よ」 - Saraba tora yo | 24 giugno 2017   |         |
| 37 | Okada è accecato dalla sostanza che Miracle 1 gli ha sputato addosso, inoltre lo ferisce al braccio, comunque Okada reagisce e sconfigge Miracle 1 aggiudicandosi la vittoria. Ora che la GWM e la New Japan Pro-Wrestling sono in parità la vittoria verrà decisa da un ultimo match, la GWM farà scendere in campo il loro campione, The Third. Naoto prega Okada di farlo combattere ma quest'ultimo è intenzionato a scendere in campo dato che Naoto tecnicamente non è un wrestler della New Japan Pro-Wrestling. Poi arriva Naito che fa cambiare idea a Okada facendogli notare che ha il braccio ferito e che dunque non sarebbe capace di sostenere un match contro The Third. Okada dà il suo consenso a Naoto che scende in campo con una nuova maschera da tigre che Haruna ha cucito usando metà della maschera di Takuma, ora il nuovo ring name di Naoto è Tiger Mask W. Quest'ultimo affronta The Third in un match equilibrato che è un susseguirsi di attacchi. La seconda mossa speciale di Tiger Mask W non funziona su The Third che riesce a neutralizzarla, ma anche le prese di The Third vengono rese inoffensive dall'avversario. Tiger Mask W mette alle strette l'avversario usando le prese di Takuma, ovvero la Darkness Driver e la Darkness Hold, con le quali indebolisce il braccio destro di The Third. Quest'ultimo ferisce Tiger Mask W con il Devil Tornado poi cerca di finirlo con la Sacrifice, ma essa non funziona dato che il suo braccio è infortunato. Tiger Mask W usa su di lui la Tiger Driver, infine usa la sua seconda mossa vincente che a causa dell'infortunio al braccio The Third questa volta non riesce a fermare, perdendo il match. Miss X annuncia Tiger Mask W come vincitore del match e la New Japan Pro-Wrestling vince il Final Wars. La GWM ormai è fallita e Tana delle Tigri è stata sconfitta, Kentaro piange dalla commozione nel vedere il trionfo di Naoto. Daisuke inizia la riabilitazione ricominciando lentamente a camminare, mentre alla tv trasmettono l'incontro tra Kazuchika Okada e Kōta Ibushi. Naoto e Takuma lasciano il Giappone e vanno all'aeroporto senza dare ai loro amici il tempo di salutarli, ora entrambi indossano una maschera da tigre che è il risultato delle combinazioni delle maschere che avevano prima, inoltre tutti e due ora combattono con il ring name di Tiger Mask W. Naoto andrà ad Acapulco mentre Takuma in America. Kentaro invita Fukuwara Mask ad allenarsi con lui nel centro di allenamento segreto alle pendici del monte Fuji. Dopo un po' di tempo Naoto e Takuma, affiancati rispettivamente da The Saboten e Odin, si affrontano in un tag match. |                  |         |
| 38 | Masked Tiger Springer 「仮面タイガー スプリンガー」 - Kamen taigā supuringā | 1º luglio 2017   |         |
| 38 | Miss X dopo il fallimento della GWM decide di inaugurare una nuova lega di wrestling femminile chiamata "Girls Wrestling Movement", così manterrà lo stesso logo GWM e la sede sarà la stessa che ospitava la Zipangu Pro-Wrestling. Lady continua a farle da segretaria, inoltre Miss X convince Haruna a entrare alla GWM ma dovrà cambiare ring name in "Springer". Anche Ruriko entra a far parte della GWM, nello staff medico, e a loro si uniscono le Candy Pair. Al momento la GWM che è appena stata fondata deve affrontare varie ristrettezze economiche, non possono nemmeno contare sul Max Dome, comunque organizzano i loro primi match di apertura, i GirMov, dove Haruna dovrà affrontare la fortissima Mother Devil. Haruna telefona a Naoto confessandogli di essere una wrestler, chiedendogli qualche consiglio; Naoto le suggerisce di usare i suoi potenti calci. È arrivata la sera del GirMov, Takuma e Odin vanno in un bar e vedono l'evento in streaming dal vivo, Springer affronta Mother Devil che con la sua forza fisica mette alle strette l'avversaria, ma Springer usa tutta la sua eccezionale agilità per mettere in difficoltà Mother Devil e infine, seguendo il consiglio di Naoto, la colpisce con un violento calcio sconfiggendola. Nonostante la strada per il successo sia ancora lunga per la GWM, Miss X e le sue colleghe di lavoro festeggiano questo primo risultato, mentre Haruna parla al cellulare con Naoto dicendogli che finalmente si farà coraggio e rivelerà alla sua famiglia, composta dalla madre Yoko Takaoka e dallo zio materno Kentaro Takaoka, nonostante loro non saranno d'accordo, che desidera praticare il wrestling. Subito dopo aver riattaccato, Tiger Mask sale sul ring per affrontare Mister No. |                  |         |